# Tabernacolo

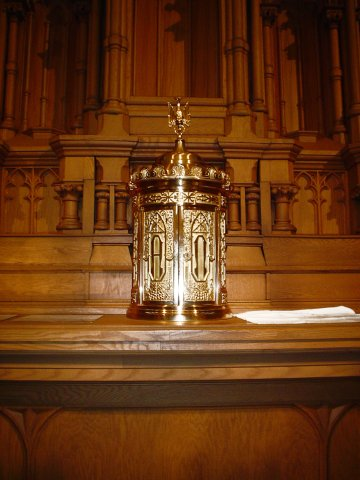
Tabernacolo nella cattedrale cattolica di San Raffaele a Dubuque

Nella tradizione ebraica e cristiana il tabernacolo (in latino tabernaculum, diminutivo di taberna dal significato di "dimora") è il luogo della casa di Dio presso gli uomini.
Di frequente, nelle lingue moderne, con tabernacolo si intende una struttura a forma di scatola presente in tutte le chiese cattoliche e di altre confessioni cristiane nella quale sono conservate le ostie consacrate dopo la celebrazione eucaristica. Il termine tabernacolo è utilizzato anche come sinonimo per le edicole sacre o edicole votive (definite nel Nord-est d'Italia anche coi nomi di capitelli o santelle) che proteggono un'immagine sacra oggetto di culto, sia all'interno delle chiese, sia lungo le strade, sulle facciate delle case, o nelle campagne.
Il termine, tuttavia, è utilizzato anche in ambito protestante (in particolare nelle chiese pentecostali) per indicare sia il luogo di culto, sia la comunità religiosa che vi si riunisce, a prescindere dalle dimensioni dell'uno e dell'altra.

## Etimologia

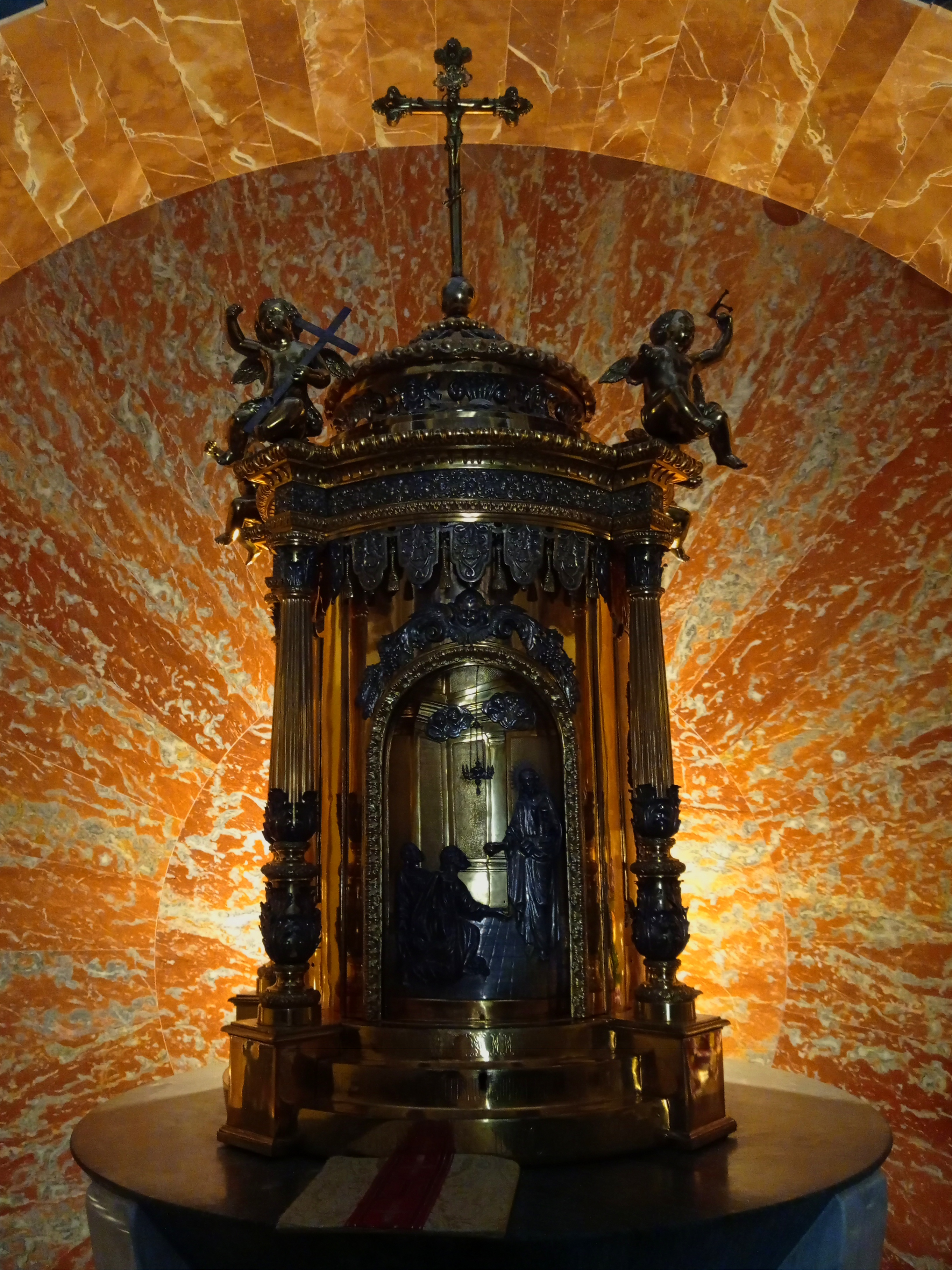
Tabernacolo della Cattedrale di Caltanissetta

Le parole latine tabernaculum e taberna derivano da tabula, tavola di legno e significavano capanna, accampamento mobile per i soldati, specialmente in campagna. Avrebbe allora il senso di dimora provvisoria.
La parola latina tabernaculum è stata utilizzata nella Vulgata per tradurre la parola ebraica: מִשְׁכָּן mishkàn, che significa dimora.

## Religione ebraica
Il tabernacolo nell'Ebraismo era un santuario trasportabile, eretto nel deserto, che accompagnava gli israeliti nel loro vagare dopo l'esodo. Viene descritto nel libro dell'Esodo della Bibbia ebraica. I Leviti avevano il compito di occuparsene.
In epoca successiva è stato sostituito dal Tempio.

### Struttura fisica
Secondo il racconto della Bibbia, il tabernacolo era costituito originariamente da una recinzione fatta da teli; all'interno della recinzione c'era una tenda realizzata con pelle di capra, di tasso e di montone dipinto di rosso che facevano da copertura a tutta la struttura. La tenda nel suo interno era divisa in due da un telo dove erano raffigurati due cherubini. Questo telo creava così due luoghi: il primo era detto "Luogo santo"; sia i leviti sia i sacerdoti vi potevano accedere per i vari servizi a loro dedicati. Il secondo luogo era chiamato "Luogo santissimo"; vi si accedeva attraverso il Luogo Santo. Nel Luogo santissimo poteva entrare solo il sacerdote prescelto una volta all'anno. Nel Luogo santissimo c'era l'Arca dell'Alleanza. fatta in legno e ricoperta d'oro. che al suo interno conteneva i dieci comandamenti dati a Mosè, la verga di Aronne fiorita e la manna. Il coperchio dell'arca era costituito da un basamento ai due estremi del quale erano collocate due statue di cherubini rivolti uno contro l'altro con il viso orientato verso l'interno dell'arca. Secondo la fede ebraica, nel tabernacolo così costruito si manifestava la presenza di Dio.

### Significato spirituale ebraico
Il tabernacolo costituiva lo spazio per la presenza di Dio nella comunità ed era costruito sul modello del Santuario celeste dato in visione a Mosè quando era sul monte Sinai. Con la sua costruzione in Terra si sancì l'esistenza del Tempio celeste identificato con l'angelo Metatron e la Merkavah mentre nel reame spirituale l'arcangelo Michele si ritiene corrisponda simbologicamente al sommo sacerdote. La sua disposizione simboleggiava la creazione, la struttura del cosmo e la storia futura delle dodici tribù di Israele fino all'età messianica.

## Religione cristiana

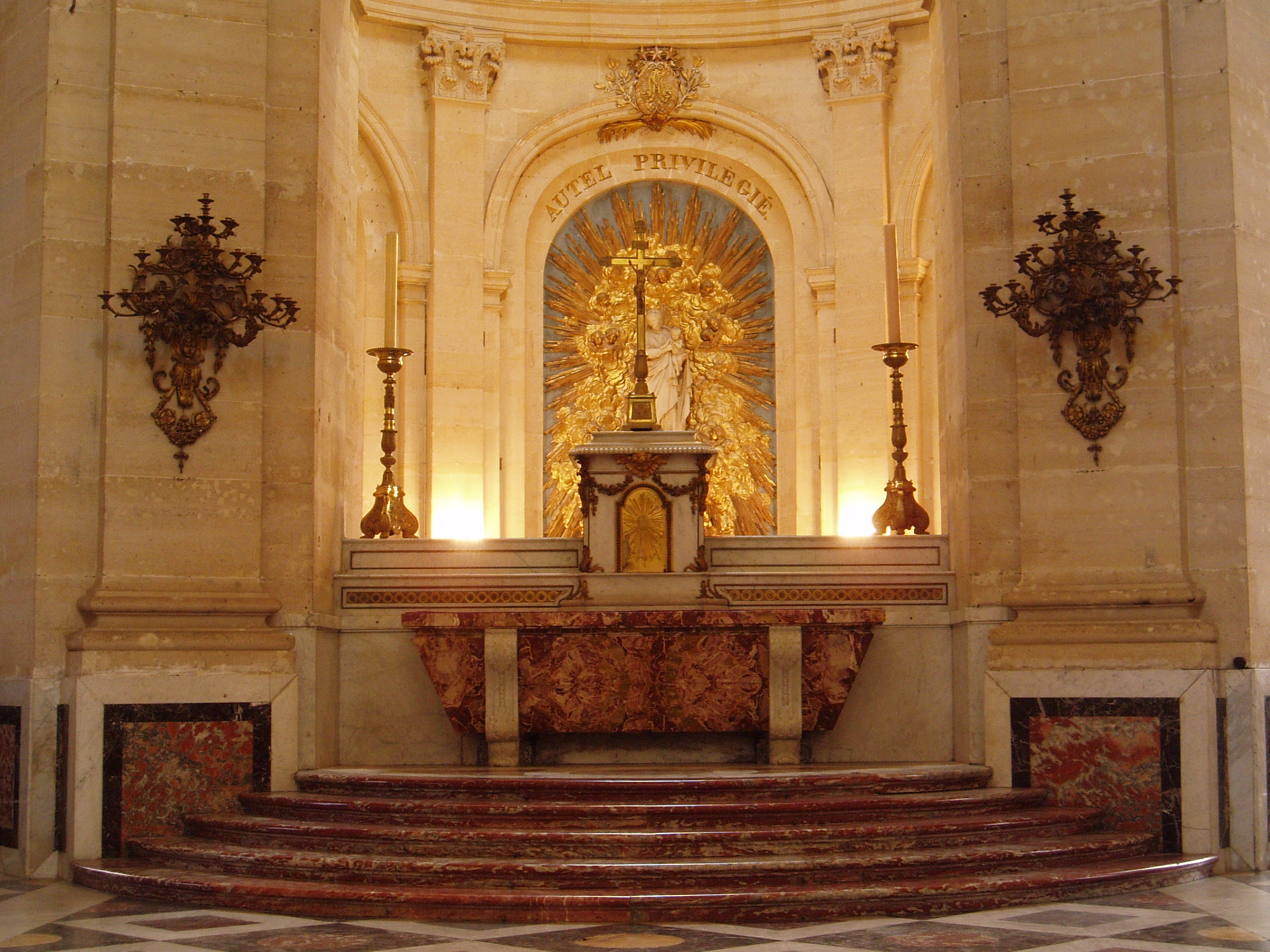
Tabernacolo in San Luigi di Versailles

Nella religione cattolica, in cui si conserva l'eucaristia, il tabernacolo indica il contenitore dove sono custodite le ostie consacrate, raccolte comunemente dentro una pisside.
Circa dal XII secolo inizia nelle chiese latine l'uso del tabernacolo mentre prima si impiegavano altri contenitori (come le colombe eucaristiche o il Corpo di Cristo si conservava presso l'altare o in adiacenze del presbiterio).
Al tempo della controriforma nel cattolicesimo il tabernacolo divenne ancora più importante nella chiesa, intesa come edificio, e lo si collocò sempre più centralmente o in vista. Fu questo un modo per sottolineare la presenza reale di Cristo anche dopo la celebrazione eucaristica.
Secondo le norme del codice di diritto canonico, esso deve essere fisso, non amovibile, chiuso a chiave e la chiave deve essere custodita in luogo sicuro.
Solo i presbiteri i diaconi, gli accoliti istituiti e i ministri straordinari della comunione hanno accesso al tabernacolo.
È di norma apporre a fianco del tabernacolo la borsa del calice, oggetto, generalmente di stoffa rigida fatto a forma di borsa da Messa, contenente un corporale (fazzoletto di lino fortemente inamidato).
Sempre secondo la norma accanto al tabernacolo resta perpetuamente acceso un lume, a perenne ricordo per i fedeli della presenza del pane consacrato e, dunque, di Cristo. 
Generalmente il tabernacolo è coperto da un velo del colore liturgico del tempo (escluso il nero), detto conopeo, che richiama la tenda del tabernacolo ebraico.

## Altri significati

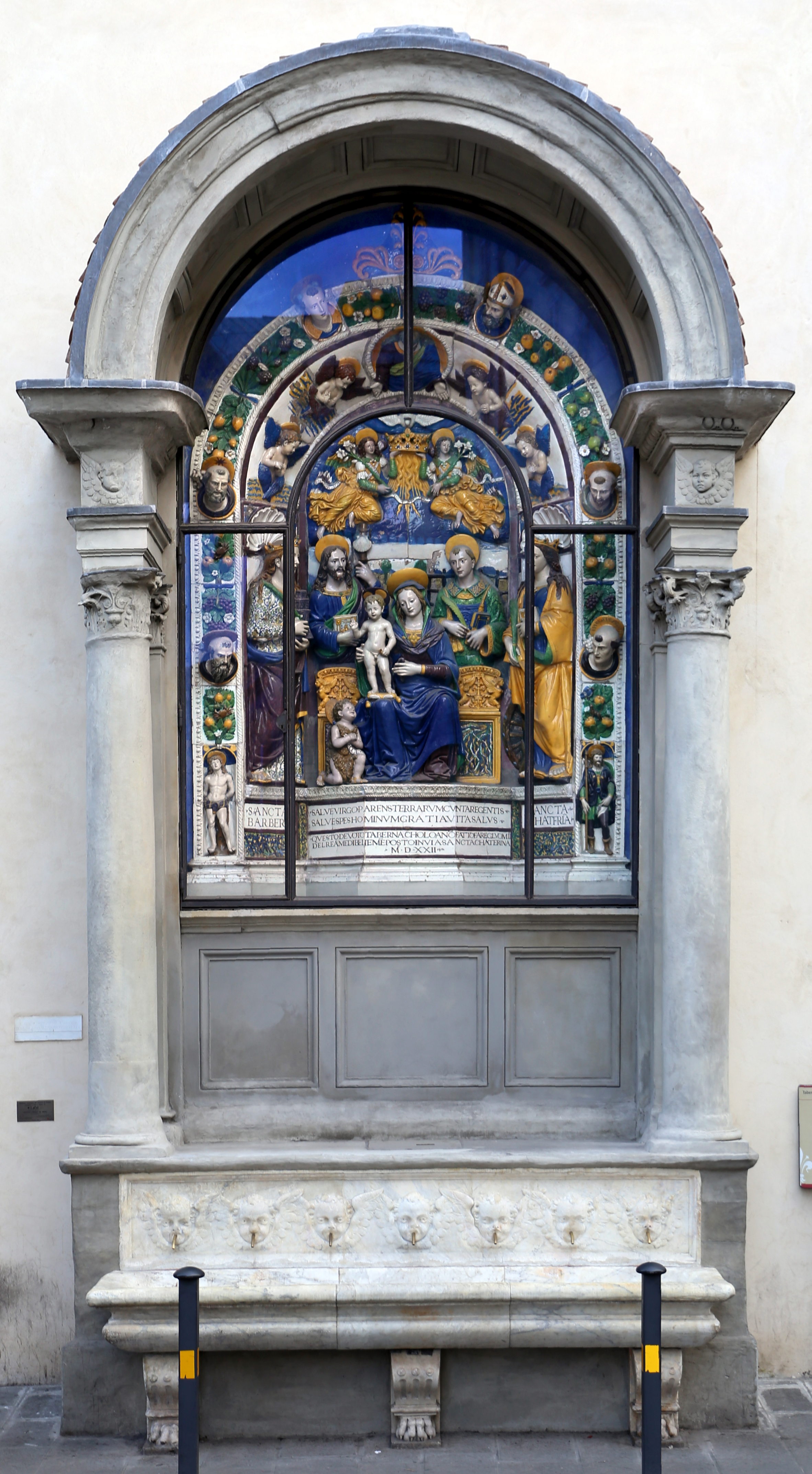
Tabernacolo delle Fonticine, Firenze

Talvolta con tabernacolo si indica una piccola edicola o capitello votivo o santella o altra struttura posta in luogo pubblico, all'interno della quale è inserita un'immagine sacra (dipinta o scolpita), a scopo devozionale e di protezione sui passanti.